# Ziegelböhm
Als Ziegelböhmen wurde die Arbeiterschaft der Ziegeleien im Süden Wiens des 19. Jahrhunderts bezeichnet, die überwiegend böhmisch/mährischer Abstammung war. Der Ausdruck wird meist in der Dialektform als Ziaglbehm verwendet. Neben den „Ziegelschlägern“ gab es die Mörtelmischerinnen („Maltaweiber“ oder Meutaweiba) und die „Sandler“, die in die Ziegelformen Sand streuten, damit der Lehm nicht haften blieb.
Die Ziegeleien selbst waren für Wien wirtschaftlich äußerst wichtig, so ist de facto die gesamte Bausubstanz so wie auch die Prachtbauten der Wiener Ringstraße mit Ziegeln erbaut worden.
Auf die verheerenden Zustände und die Ausbeutung (Trucksystem) der Arbeiter in den Lehmgruben und Produktionsbetrieben im Süden Wiens machte vor allem der Arzt und Mitbegründer der österreichischen Sozialdemokratie Victor Adler in seinen sozialkritischen, investigativen Reportagen in der Gleichheit aufmerksam.